# Освіта в Україні

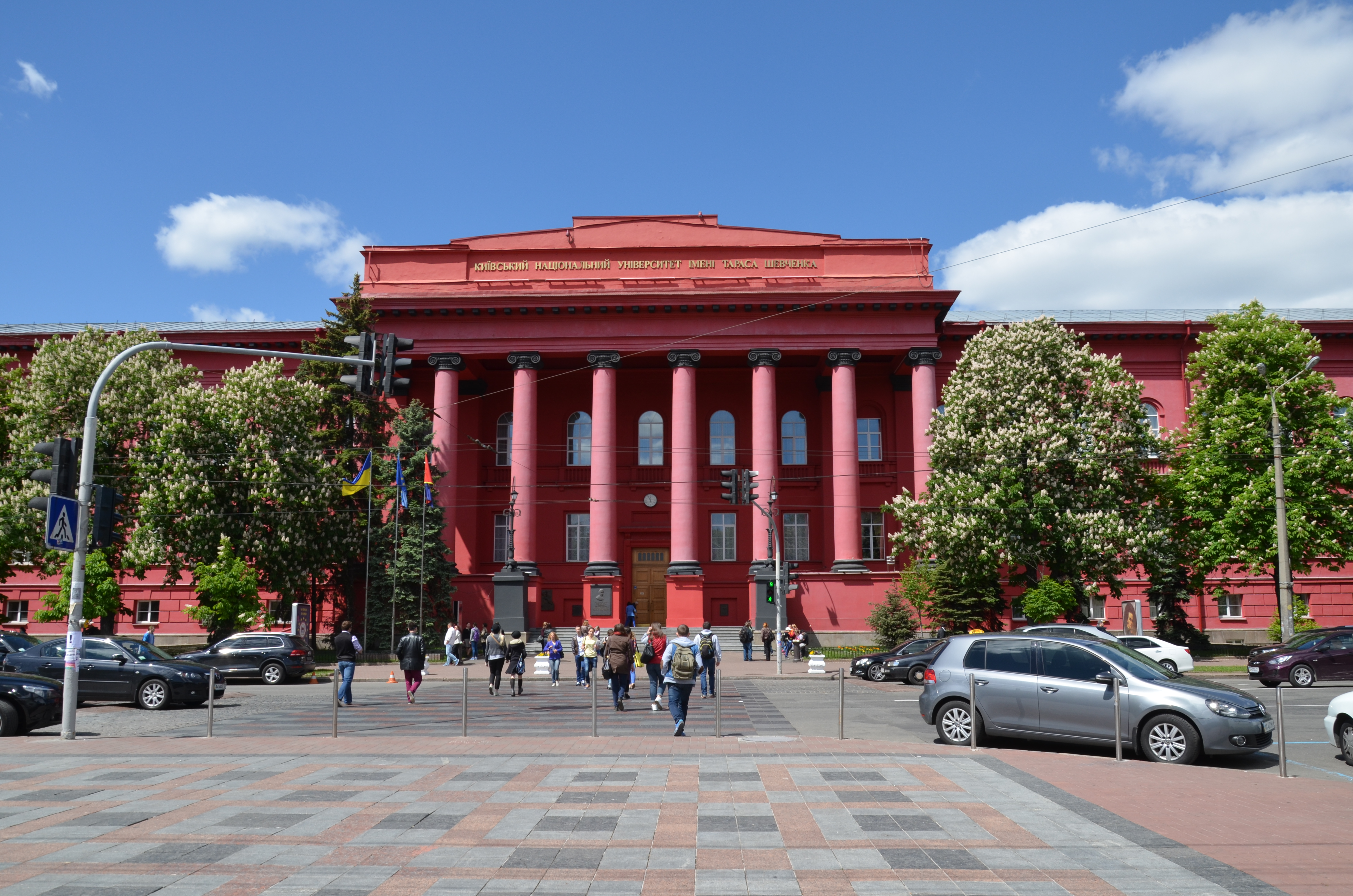
Київський національний університет імені Тараса Шевченка

Осві́та в Україні — це освітня діяльність на теренах України.
Освіта — це процес набуття та вдосконалення знань, навичок, цінностей, переконань і звичок за допомогою різних форм пізнавальної діяльності, таких як сприйняття, увага, пам'ять, уява, мислення; та різних форм навчання, таких як інструктаж, тренування, дослідження та практичний досвід. Воно може відбуватися в різних місцях, включаючи школи, училища, університети, робочі місця та спільноти, і може бути формальним або неформальним.
Станом на 2019 рік структура освіти в Україні регламентована Законом України «Про освіту» і передбачає:
- дошкільну освіту;
- загальну середню освіту;
- позашкільну освіту;
- професійно-технічну освіту;
- вищу освіту;
- післядипломну освіту;
- аспірантуру;
- докторантуру;
- самоосвіту.

## Історія

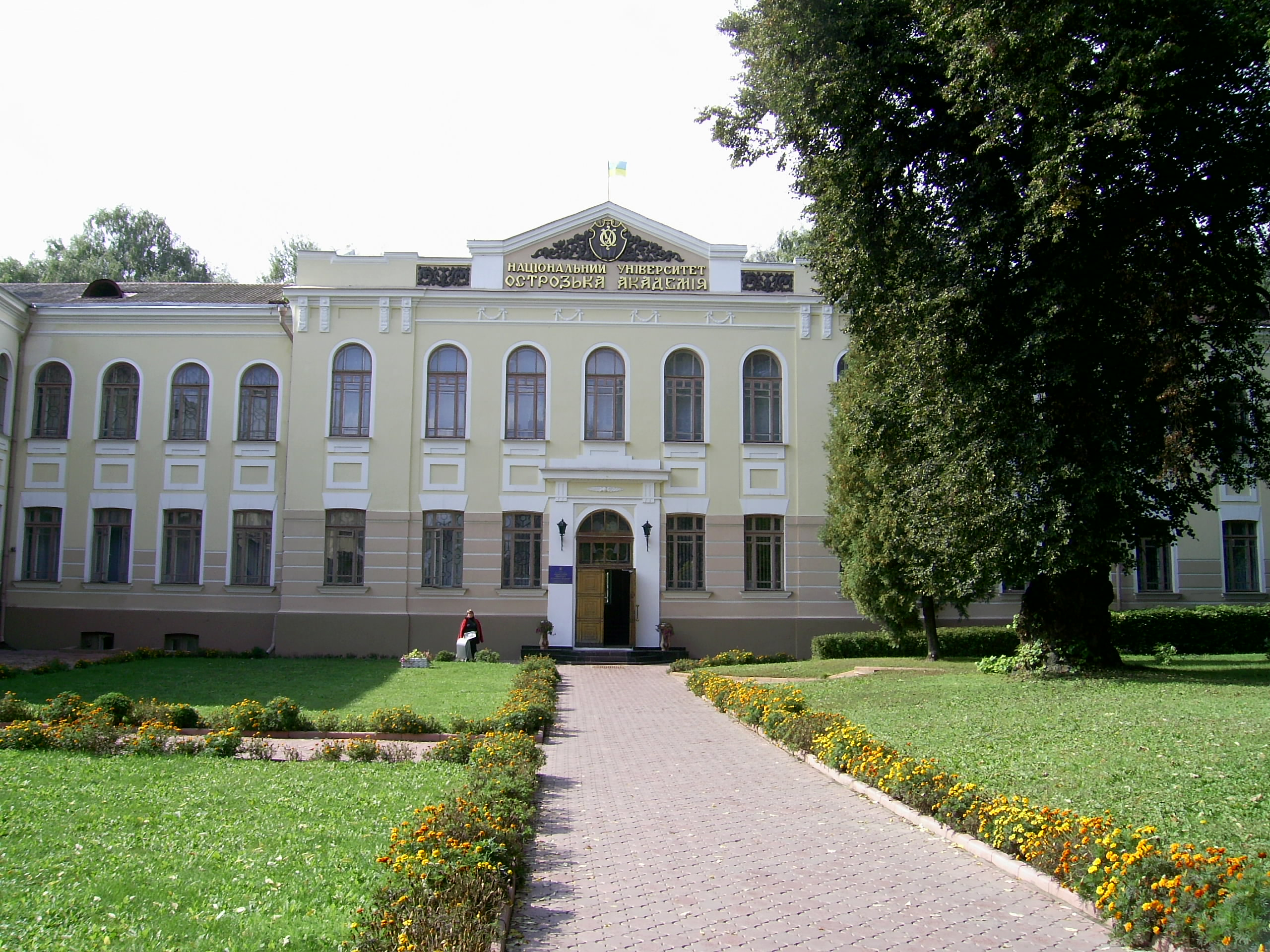
Національний університет «Острозька академія» — найстаріший вищий освітній заклад України.

З часів Київської Русі при монастирях та митрополичій кафедрі діяли лише вищі студії з філософії та богослов'я. Поступу вищої освіти зашкодила монголо-татарська навала, тривала відсутність власної національної держави, поступова асиміляція еліти Волині, Червоної Русі, Поділля та Київщини польською шляхтою. Населення українських земель могло здобувати вищу освіту в університетах Європи: Ягеллонському (Краків), Болонському, в інших італійських, німецьких та французьких університетах, Віленській і Замойській академії.

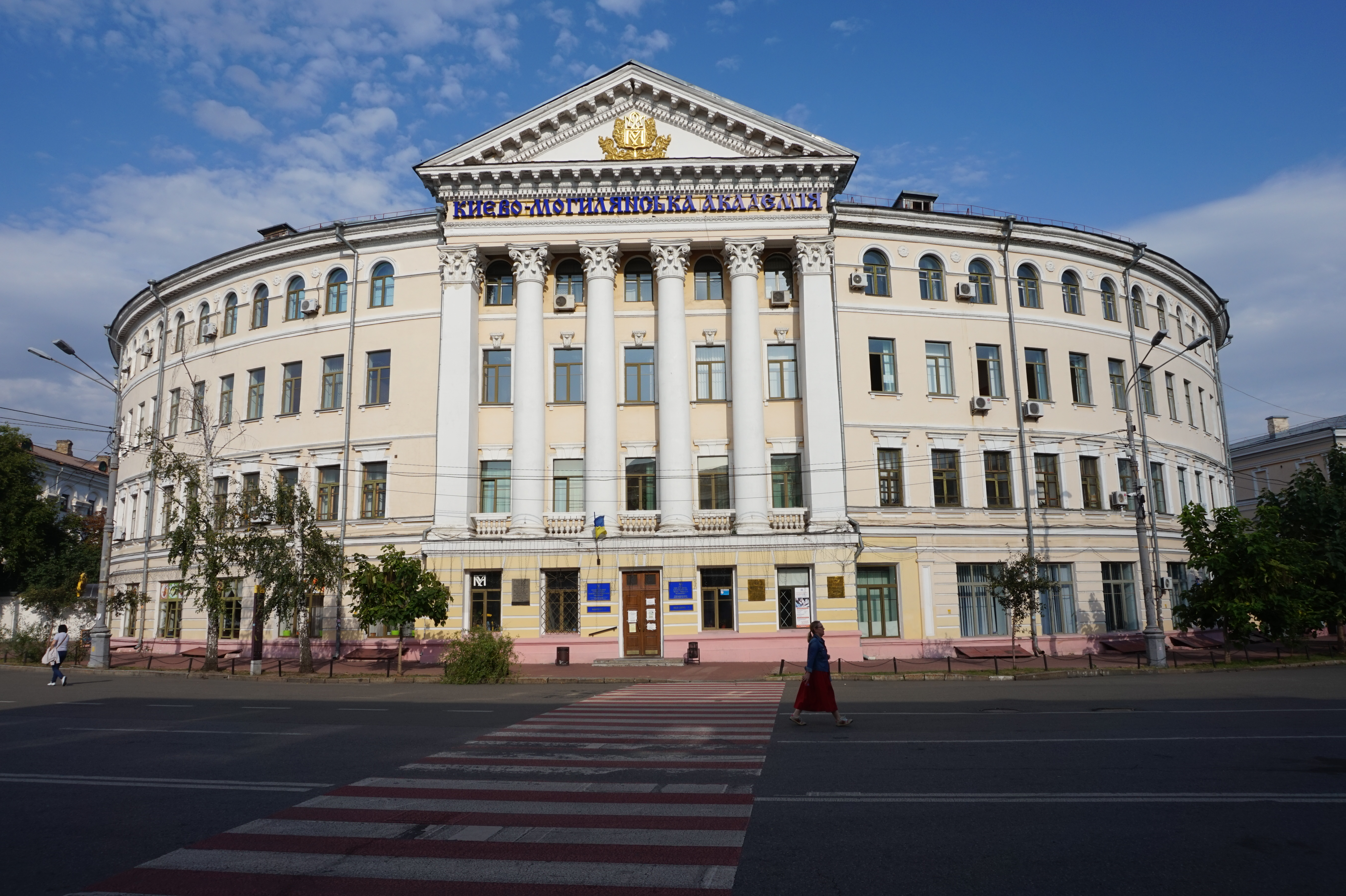
Києво-Могилянська академія

Вищі студії в Україні були започатковані князями Острозькими наприкінці XVI століття в Острозькій академії, де в 1570–1590-х роках сформувався гурток учених, письменників, перекладачів і видавців, які випускали богословську, полемічну й навчальну літературу, викладали в школі. Та школа, називалась «тримовним ліцеєм», «гімназією» і «академією», поєднувала програму тогочасної європейської середньої школи («школа семи вільних наук») із вищими студіями. В академії розпочався процес активного засвоєння на православному підґрунті досягнень єзуїтських колегіумів. За її прикладом православні школи почали з'являтися в інших містах, що розгорнуло реформу шкільної освіти. 1632 року в Києві митрополитом Петром Могилою, шляхом злиття братської школи з Лаврською, було утвореною Києво-Могилянську колегію, на базі якого згодом постала Києво-Могилянська академія.
На 1654—1656 роки в межах Гетьманщини та всіх етнічних українських територій населення було досить освічене, як відзначали тогочасні мандрівники — більшість українського населення письменні й уміють читати, що було високим показником освіти тогочасної Європи. Освітою в тодішній Україні переймалися парафіяльні школи, діяльність яких підтримувалася козацькою старшиною, громадами й духовенством. У семи полках Гетьманщини в 1730—1750-х роках існувало до 1488 шкіл. Ще 125 шкіл існувало в чотирьох полках Слобідської України.
За спеціальним царським указом 1804 року всі україномовні школи були заборонені, що привело до цілковитого занепаду українського населення.
У середині XIX ст. стан освіти в українських губерніях Російської імперії був одним із найгірших у країні, абсолютна більшість населення залишалась неграмотною. Так, у 1867–1868 рр серед новобранців Харківської губернії було 96,2 % неписьменних, серед новобранців Полтавської — 97,2 %.
Проте, розвиток освіти, який розпочався після Земської реформи, особливо швидко відбувався в українських губерніях, що було пов'язано з масштабним розширенням мережі земських шкіл.
Темпи скорочення рівня неграмотності в українських губерніях наприкінці XIX ст. були в півтора рази швидшими, ніж у середньому по країні, унаслідок чого вже на початку XX ст. рівень грамотності серед новобранців досяг рівня, середнього європейській частині імперії.

У великих містах рівень грамотності перевищив 30 % ще у 70-х рр. XIX ст. Так у Києві в 1874 році письменними було 44 % населення, в Одесі й Миколаєві — більше 30 %. Особливо швидко зростав освітній рівень жіночого населення. Так, у Харкові грамотність серед жінок за 1866 — 1912 зросла у 2,2 рази, тоді як серед чоловіків у 1,6 рази. Проте й на початку XX ст. жіноче населення за освітою значно поступалося чоловічому, особливо в сільській місцевості.
З кінця 1870-х років до початку 1910-х письменність серед сільського населення зросла в 4 рази, проте залишалась на дуже низькому рівні. У 1910–1913 рр. було проведене дослідження на території 25 повітів Харківської та Полтавської губерній і виявлено, що три чверті сільського населення цих губерній є неписьменними. Грамотними були 39,1 % чоловіків і 10,6 % жінок у Харківській губернії, та 38,2 % і 8,7 % відповідно в Полтавській губернії. У деяких губерніях (Подільській, Волинській) рівень освіти був ще нижчим.

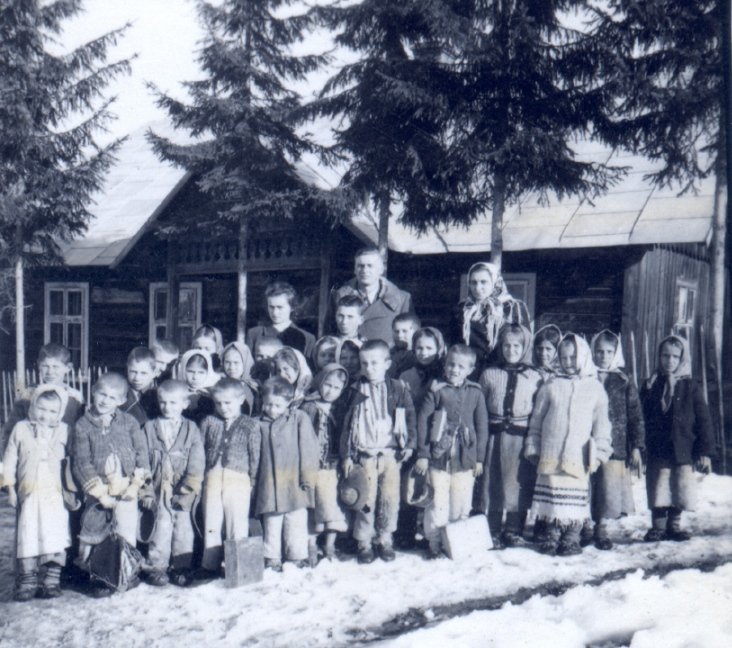
Початкова школа в селі Хащованя, 1940-ві роки

Після проголошення незалежності України 1918 року, універсалами Павла Скоропадського були створені: Українська Академія Наук, українські університети — у Києві та Кам'янці-Подільському, 150 українських гімназій. Також вийшло друком кілька мільйонів примірників українських підручників; засновано широку мережу загальнокультурних закладів та установ (Національний архів, Національну галерею мистецтв, Національний історичний музей, Національну бібліотеку, тощо).
Освітянська галузь упродовж 1990-х років із набуттям незалежності на основі Закону України «Про освіту» 1991 року була значною мірою реформована:
- здійснено перехід на триступеневу підготовку — бакалавр, спеціаліст, магістр;
- розроблено та впроваджено нові навчальні плани й програми;
- установлено чотири рівні акредитації (1-й — технікуми, училища, 2-й — коледжі, 3-й і 4-й — інститути, консерваторії, університети);
- запроваджено ліцензування й акредитацію, що забезпечує державний контроль.

Поряд із новими державними, постали навчальні заклади із недержавною формою власності.
У 2001/2002 навчальному році в Україні діяло 318 вищих навчальних закладів, в яких навчалося 1,55 млн студентів. Понад 20 провідних закладів освіти отримали статус національних. В Україні переважно збереглась кількість студентських місць, яка склалася протягом попередніх десятиліть — 170 студентів на 10 000 осіб населення.
| 1897 | 1920 | 1926 | 1939 | 1959 | 1970 | 1979 | 1989 | 2001 |
| ---- | ---- | ---- | ---- | ---- | ---- | ---- | ---- | ---- |
| 27,9 | 51,9 | 63,6 | 88,2 | 99,1 | 99,8 | 99,9 | 99,9 | 99,9 |

| рік     | учнів     | учителів |
| 2000/01 | 6 764 000 | 577 000  |
| 2001/02 | 6 601 000 | 568 000  |
| 2002/03 | 6 350 000 | 561 000  |
| 2003/04 | 6 041 000 | 551 000  |
| 2004/05 | 5 731 000 | 547 000  |
| 2005/06 | 5 399 000 | 543 000  |
| 2006/07 | 5 120 000 | 537 000  |
| 2007/08 | 4 857 000 | 531 000  |
| 2008/09 | 4 617 000 | 524 000  |
| 2009/10 | 4 495 000 | 522 000  |
| 2010/11 | 4 299 000 | 515 000  |
| 2011/12 | 4 292 000 | 509 000  |
| 2012/13 | 4 222 000 | 510 000  |
| 2013/14 | 4 204 000 | 508 000  |
| 2014/15 | 3 757 000 | 454 000  |
| 2015/16 | 3 783 000 | 444 000  |
| 2016/17 | 3 846 000 | 438 000  |
| 2017/18 | 3 922 000 | 440 000  |

Станом на 2001 рік з 45.802.450 осіб старше 5 років мають освіту:
- повну вищу — 5.658.192 (12.4 %)
- неповну вищу — 8.024.682 (17.5 %)
- повну загальну середню — 15.249.889 (33.3 %)
- неповну загальну середню — 13.304.905 (29.0 %)
- не мають початкової загальної — 3.110.813 (6.8 %)
- неписьменні — 269.624 (0.6 %)

| Перепис 2001 року. Рівень освіти за місцем проживання (на 1000 осіб) | Перепис 2001 року. Рівень освіти за місцем проживання (на 1000 осіб) | Перепис 2001 року. Рівень освіти за місцем проживання (на 1000 осіб) | Перепис 2001 року. Рівень освіти за місцем проживання (на 1000 осіб) | Перепис 2001 року. Рівень освіти за місцем проживання (на 1000 осіб) | Перепис 2001 року. Рівень освіти за місцем проживання (на 1000 осіб) | Перепис 2001 року. Рівень освіти за місцем проживання (на 1000 осіб) |
| Населення                                                            | Повна вища                                                           | Базова вища                                                          | Неповна вища                                                         | Повна середня                                                        | Базова середня                                                       | Початкова                                                            |
| -------------------------------------------------------------------- | -------------------------------------------------------------------- | -------------------------------------------------------------------- | -------------------------------------------------------------------- | -------------------------------------------------------------------- | -------------------------------------------------------------------- | -------------------------------------------------------------------- |
| Міське                                                               | 166                                                                  | 9                                                                    | 204                                                                  | 348                                                                  | 136                                                                  | 114                                                                  |
| Сільське                                                             | 54                                                                   | 4                                                                    | 119                                                                  | 350                                                                  | 212                                                                  | 202                                                                  |

## Структура
| Структура освіти        | Структура освіти               | Код освітнього рівня за МСКО | Рівні (ступені), документ про освіту | Період навчання (роки, кредити ЄКТС) | Цикли ЄПВО             |
| Вища освіта             | Докторантура або її еквівалент | 8                            | Здобувачі наукового ступеня вищої освіти «Доктор філософії» та «Доктор наук»                                                                                                   | 4 роки                               | ІІІ цикл               |
| Вища освіта             | Магістратура або її еквівалент | 7                            | Студенти закладів вищої освіти, які здобувають ступінь вищої освіти «Магістр» (диплом магістра) або освітньо-кваліфікаційний рівень"Спеціаліст" (диплом спеціаліста)           | 2 роки                               | ІІ цикл                |
| Вища освіта             | Бакалаврат Базова вища освіта  | 6                            | Студенти закладів вищої освіти, які здобувають ступінь вищої освіти «Бакалавр», диплом бакалавра                                                                               | 4 роки                               | І цикл                 |
| Вища освіта             | Короткий цикл вищої освіти     | 5                            | Студенти закладів вищої освіти, які здобувають ступінь вищої освіти «Молодший бакалавр» або освітньо-кваліфікаційний рівень"Молодший спеціаліст", диплом молодшого спеціаліста | 2 роки                               | І цикл                 |
|                         | Післясередня невища освіта     | 4                            | атестат, | 2-3 роки                             | Доступ до вищої освіти |
| Загальна середня освіта | Другий етап середньої освіти   | 3                            | атестат, Учні 10 — 11 (12) класів денних і 10 — 16 класів вечірніх загальноосвітніх навчальних закладів, учні (слухачі) ПТНЗ, які здобувають повну загальну середню освіту     | 2-3 роки                             | Доступ до вищої освіти |
| Загальна середня освіта | Перший етап середньої освіти   | 2                            | свідоцтво, учні 5 — 9 класів денних і вечірніх загальноосвітніх навчальних закладів, які здобувають базову загальну середню освіту                                             | 5 років                              |                        |
| Загальна середня освіта | Початкова загальна освіта      | 1                            | Учні 1 — 4 класів денних загальноосвітніх навчальних закладів | 4 роки                               |                        |
| Дошкільна освіта        | Дошкільна освіта               | 0                            | Вихованці дошкільних навчальних закладів | 4 роки                               |                        |

## Розподіл кількості учнів, слухачів та студентів освітніх закладів України за міжнародною стандартною класифікацією освіти (МСКО 2011)
| Рівні освіти за МСКО           | Рівні освіти за МСКО | 2010/111  | 2011/121  | 2012/131  | 2013/141  | 2014/152  | 2015/162  |
| назва                          | код                  | 2010/111  | 2011/121  | 2012/131  | 2013/141  | 2014/152  | 2015/162  |
|                                |                      | , осіб    |           |           |           |           |           |
| Дошкільна освіта               | 0                    | 1 272 745 | 1 354 394 | 1 428 390 | 1 470 817 | 1 294 891 | 1 291 207 |
| Початкова освіта               | 1                    | 1 563 396 | 1 584 382 | 1 638 497 | 1 685 030 | 1 536 578 | 1 599 250 |
| Перший етап середньої освіти   | 2                    | 2 100 395 | 1 988 313 | 1 926 819 | 1 909 631 | 1 714 321 | 1 708 172 |
| Другий етап середньої освіти   | 3                    | 828 394   | 912 231   | 876 906   | 801 834   | 655 977   | 617 692   |
| Післясередня невища освіта     | 4                    | 175 587   | 152 461   | 151 934   | 148 126   | 122 427   | 117 922   |
| Короткий цикл вищої освіти     | 5                    | 566 194   | 567 372   | 571 228   | 567 013   | 452 292   | 427 471   |
| Бакалаврат або його еквівалент | 6                    | 1 433 590 | 1 270 327 | 1 153 791 | 1 072 194 | 890 277   | 855 683   |
| Магістратура або її еквівалент | 7                    | 491 504   | 473 858   | 445 122   | 413 471   | 346 657   | 322 116   |
| Докторантура або її еквівалент | 8                    | 36 214    | 35 823    | 35 454    | 33 313    | 30 031    | 30 308    |

## Правове регулювання
Основні Закони України, якими регулюється діяльність в освіті:
- «Закон України «Про освіту» (2017)»,
- «Про соціальну роботу з дітьми та молоддю»,
- «Про оздоровлення та відпочинок дітей»,
- «Про професійно-технічну освіту»,
- «Про реабілітацію інвалідів в Україні»,
- «Про дошкільну освіту»,
- «Про повну загальну середню освіту»,
- «Про позашкільну освіту»,
- «Закон України «Про вищу освіту» (2014)»,
- «Про наукову і науково-технічну діяльність»,
- «Про фізичну культуру і спорт»,
- «Про соціальні послуги»,
- «Про інноваційну діяльність».

У 2002 в Україні прийнята Національна доктрина розвитку освіти. Також розроблено та затверджено:
- Положення про центральну та республіканську (Автономна Республіка Крим), обласні, Київську та Севастопольську міські, районні (міські) психолого-медико-педагогічні консультації (МОН, АПН, 2004),
- Положення про екстернатну форму навчання (МОН, 2008),
- Концепція профільного навчання (МОН, 2009),
- Положення про освітній округ (КМУ, 2010),
- Положення про загальноосвітній навчальний заклад (КМУ, 2010),
- Порядок організації інклюзивного навчання у загальноосвітніх навчальних закладах (КМУ, 2011) та інші.

На урядовому рівні прийнято низку державних програм:
- інформатизації загальноосвітніх навчальних закладів, комп'ютеризації сільських шкіл на 2001—2003 роки;
- інформатизації та комп'ютеризації професійно-технічних навчальних закладів на 2004—2007 роки;
- інформатизації та комп'ютеризації закладів вищої освіти І-ІІ рівнів акредитації на 2005—2008 роки;
- Інформаційні та комунікаційні технології в освіті і науці на 2006—2010 роки;
- «Я у світі» (2009—2010 рр.);
- забезпечення загальноосвітніх, професійно-технічних і закладів вищої освіти сучасними технічними засобами навчання з природничо-математичних і технологічних дисциплін (2005—2011 рр.);
- Національний план дій щодо реалізації Конвенції ООН про права інвалідів та розвитку системи реабілітації інвалідів на 2010—2012 роки;
- розвитку позашкільної освіти на період до 2014 року;
- розвитку дошкільної освіти на період до 2017 року;
- підвищення якості шкільної природничо-математичної освіти на період до 2015 року;
- розвитку професійно-технічної освіти на 2011—2015 рр.;
- впровадження у навчально-виховний процес загальноосвітніх навчальних закладів інформаційно-комунікаційних технологій «Сто відсотків» (2011—2015 рр.);
- «Шкільний автобус» на 2011—2015 рр.;
- розвитку українського села на період до 2015 року[8].

## Сучасні навчальні заклади

### Дошкільне виховання

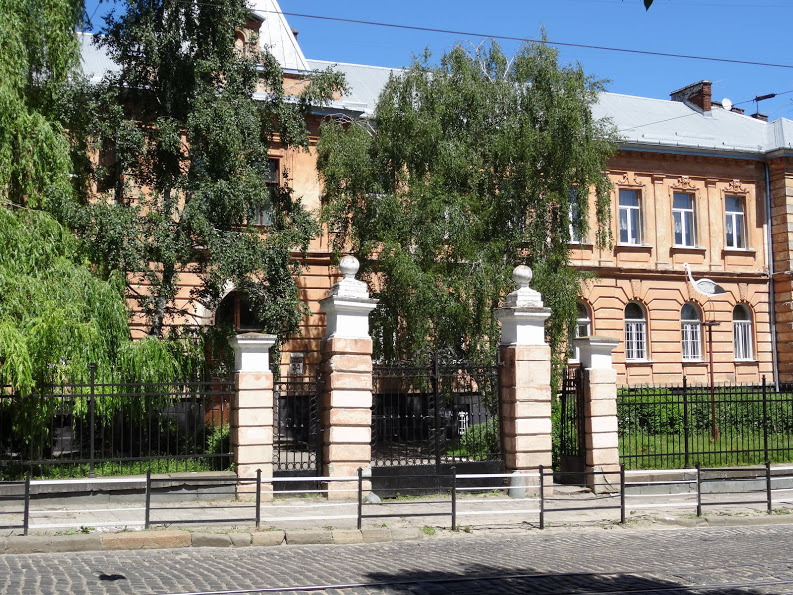
Середня загальноосвітня школа

|      | Всього на кінець року, одиниць | приватної формами власності, одиниць | державної формами власності, одиниць | комунальної формами власності, одиниць | Кількість дітей, що відвідували ДЗО, осіб | Охоплення дітей ДЗО, % до дітей відповідного віку | Наявність місць в ДЗО, одиниць | Наповнюваність ДЗО, дітей на 100 місць |
| ---- | ------------------------------ | ------------------------------------ | ------------------------------------ | -------------------------------------- | ----------------------------------------- | ------------------------------------------------- | ------------------------------ | -------------------------------------- |
| 2000 | 16 347                         | 5 632                                | 1 206                                | 9 509                                  | 983 001                                   | 37,0                                              | 1 117 415                      | 88                                     |
| 2002 | 15 304                         | 3 211                                | 500                                  | 11 581                                 | 973 535                                   | 48,0                                              | 1 059 801                      | 92                                     |
| 2004 | 14 914                         | 1 532                                | 331                                  | 13 051                                 | 996 481                                   | 49,0                                              | 1 040 433                      | 96                                     |
| 2006 | 15 080                         | 911                                  | 236                                  | 13 933                                 | 1 080 882                                 | 54,0                                              | 1 062 975                      | 102                                    |
| 2008 | 15 414                         | 611                                  | 202                                  | 14 601                                 | 1 194 546                                 | 57,0                                              | 1 110 408                      | 108                                    |

Дошкільні заклади освіти України
|                                                     | 2010 | 2011 | 2012 | 2013 | 2014 | 2015 | 2016 |
| Кількість закладів, тис.1                           | 14,9 | 15,4 | 15,7 | 16,0 | 15,0 | 14,8 | 14,9 |
| у міських поселеннях                                | 6,4  | 6,4  | 6,5  | 6,6  | 5,7  | 5,7  | 5,7  |
| у сільській місцевості                              | 8,5  | 9,0  | 9,2  | 9,4  | 9,3  | 9,1  | 9,2  |
| У них місць, тис.                                   | 1069 | 1104 | 1135 | 1166 | 1077 | 1105 | 1125 |
| у міських поселеннях                                | 778  | 801  | 820  | 836  | 748  | 772  | 785  |
| у сільській місцевості                              | 291  | 303  | 315  | 330  | 329  | 333  | 340  |
| Кількість дітей у закладах, тис. осіб               | 1208 | 1287 | 1357 | 1396 | 1295 | 1291 | 1300 |
| у міських поселеннях                                | 961  | 1010 | 1060 | 1087 | 985  | 981  | 984  |
| у сільській місцевості                              | 247  | 277  | 297  | 309  | 310  | 310  | 316  |
| Охоплення дітей дошкільними навчальними закладами,2 |      |      |      |      |      |      |      |
| відсотків                                           | 53   | 55   | 57   | 61   | 55   | 55   | 55 3 |
| у міських поселеннях                                | 64   | 65   | 67   | 71   | 63   | 64   | 63 3 |
| у сільській місцевості                              | 33   | 35   | 37   | 41   | 40   | 40   | 40 3 |
| Кількість дітей у закладах у                        |      |      |      |      |      |      |      |
| розрахунку на 100 місць 4                           | 112  | 115  | 118  | 117  | 117  | 114  | 113  |
| у міських поселеннях                                | 123  | 125  | 128  | 129  | 130  | 126  | 124  |
| у сільській місцевості                              | 82   | 89   | 91   | 87   | 88   | 87   | 87   |

### Загальноосвітня школа
|      | Всього    | I ступеня | II ступеня | III ступеня | Гімназії | Ліцеї   | Навч.-виховні комплекси | Школи для дітей з вадами розвитку | Школи соціальної реабілітації |
| ---- | --------- | --------- | ---------- | ----------- | -------- | ------- | ----------------------- | --------------------------------- | ----------------------------- |
| 2000 | 6 646 521 | 77 056    | 678 434    | 5 293 303   | 167 133  | 97 212  | 264 662                 | 68 721                            | …                             |
| 2001 | 6 485 554 | 76 222    | 635 134    | 5 035 007   | 196 267  | 110 896 | 363 673                 | 67 725                            | 630                           |
| 2002 | 6 236 700 | 72 079    | 591 655    | 4 793 067   | 214 929  | 122 563 | 374 790                 | 67 057                            | 560                           |
| 2003 | 5 935 794 | 70 575    | 545 713    | 4 441 670   | 263 208  | 144 199 | 405 073                 | 64 759                            | 597                           |
| 2004 | 5 626 189 | 69 659    | 511 798    | 4 141 936   | 281 357  | 160 811 | 397 445                 | 62 659                            | 524                           |
| 2005 | 5 301 373 | 65 058    | 464 773    | 3 861 507   | 305 186  | 161 847 | 382 027                 | 60 562                            | 413                           |
| 2006 | 5 025 804 | 57 926    | 431 889    | 3 632 582   | 291 022  | 155 150 | 397 797                 | 59 108                            | 330                           |
| 2007 | 4 767 984 | 54 890    | 399 449    | 3 386 812   | 292 806  | 155 031 | 412 597                 | 66 171                            | 228                           |
| 2008 | 4 533 233 | 52 907    | 369 538    | 3 165 637   | 295 756  | 154 137 | 428 394                 | 66 661                            | 203                           |

### Професійно-технічна освіта
|      | Кількість закладів, одиниць | Кількість учнів, осіб | Прийнято учнів, осіб | Випущено кваліфікованих робітників, осіб |
| ---- | --------------------------- | --------------------- | -------------------- | ---------------------------------------- |
| 2000 | 970                         | 524 629               | 307 265              | 266 757                                  |
| 2002 | 962                         | 501 880               | 310 999              | 282 388                                  |
| 2004 | 1 011                       | 507 270               | 327 611              | 283 440                                  |
| 2006 | 1 021                       | 473 751               | 303 651              | 289 275                                  |
| 2008 | 1 018                       | 436 661               | 283 204              | 265 126                                  |

### Вища освіта і заклади вищої освіти

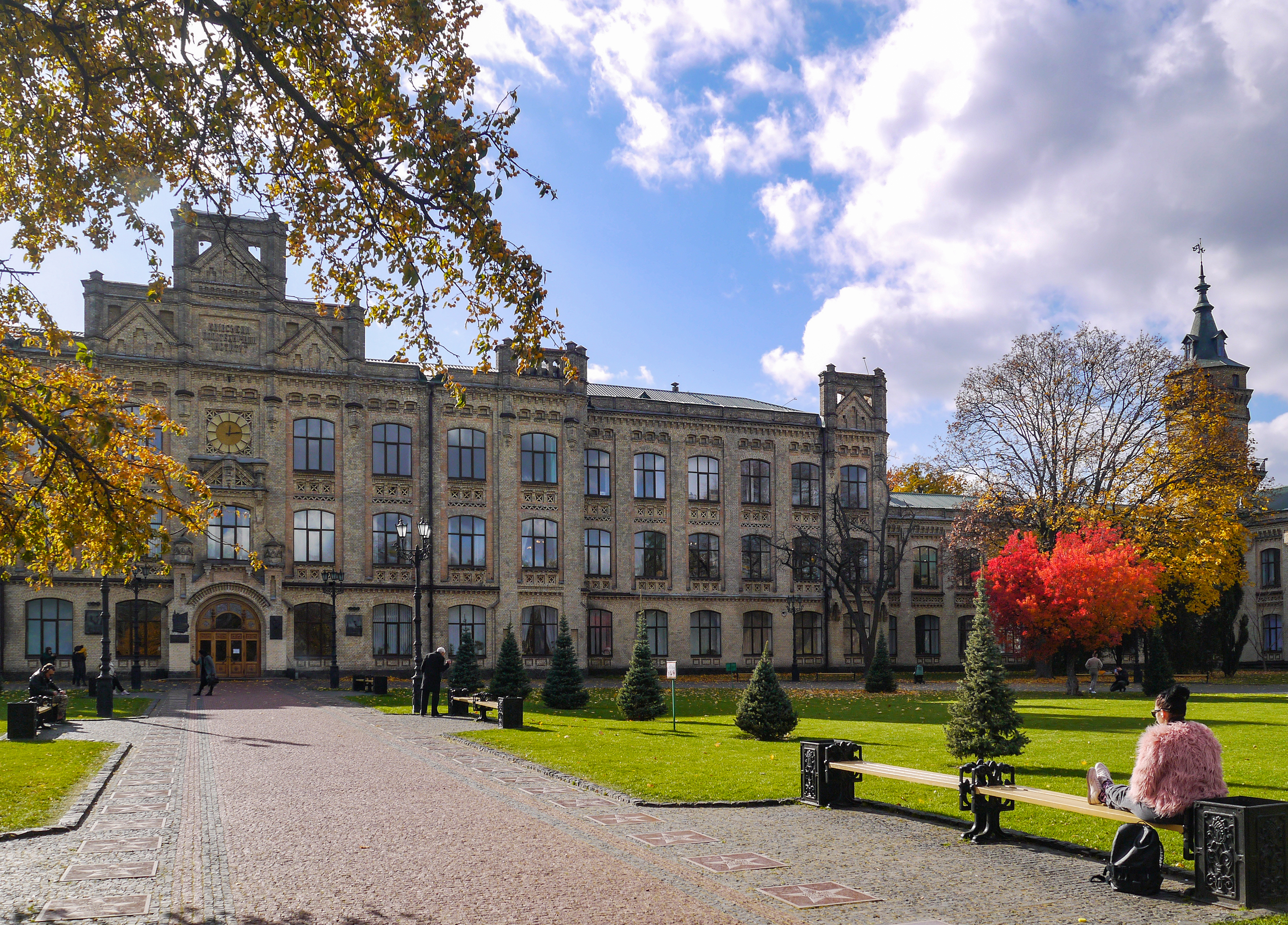
Національний технічний університет України «Київський політехнічний інститут імені Ігоря Сікорського»

#### Найкращі університети України

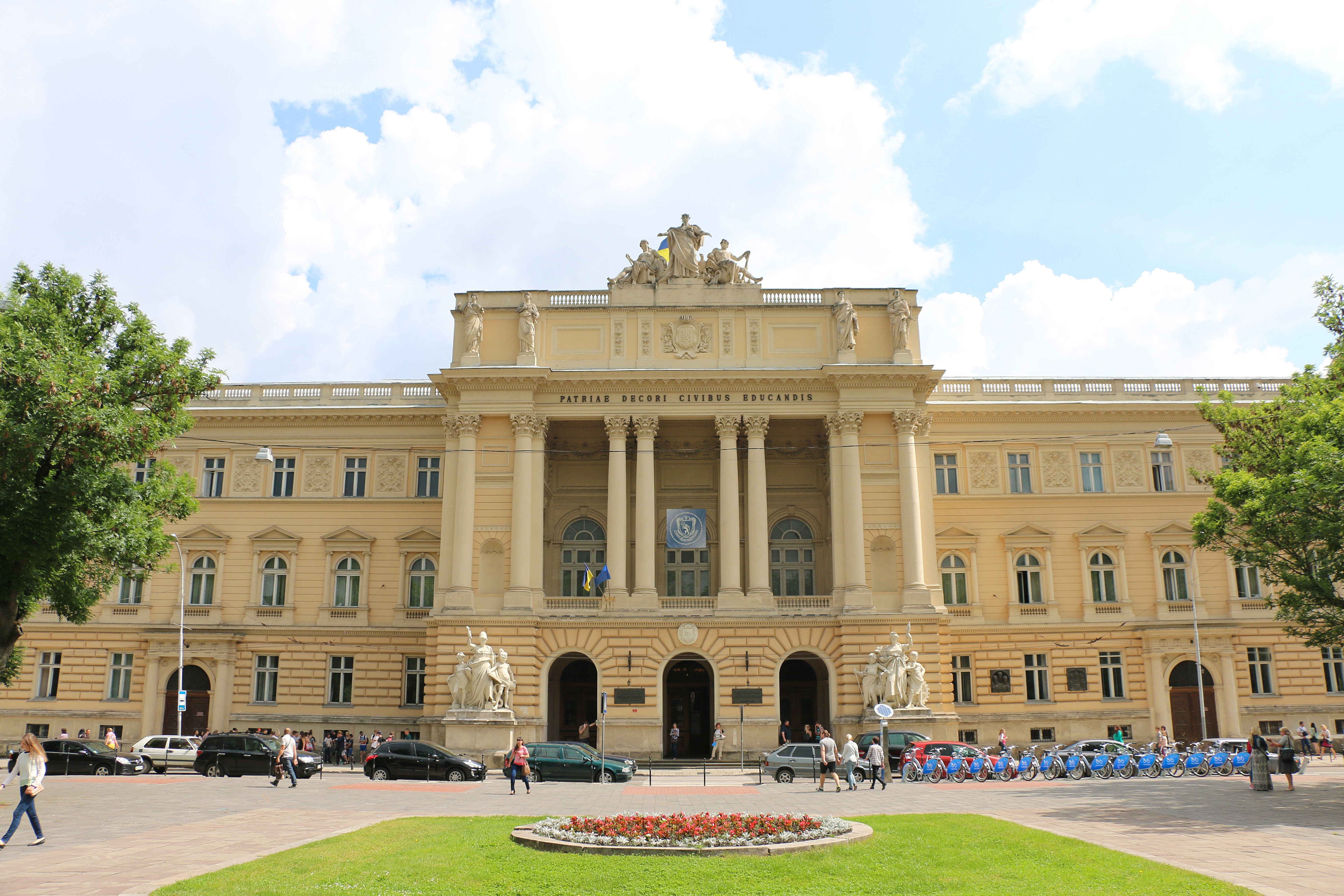
Головний навчальний корпус Львівського національного університету імені Івана Франка

Консолідований рейтинг вишів України 2021 року
1. Київський національний університет імені Тараса Шевченка
2. Національний технічний університет України «Київський політехнічний інститут імені Ігоря Сікорського»
3. Львівський національний університет імені Івана Франка
4. Харківський національний університет імені В. Н. Каразіна
5. Національний університет «Києво-Могилянська академія»
6. Національний університет «Львівська політехніка»
7. Національний медичний університет імені О. О. Богомольця
8. Одеський національний університет імені І. І. Мечникова
9. Львівський національний медичний університет імені Данила Галицького
10. Сумський державний університет
11. Донецький національний університет імені Василя Стуса
12. Харківський національний університет радіоелектроніки
13. Харківський національний медичний університет
14. Дніпровський національний університет імені Олеся Гончара
15. Чернівецький національний університет імені Юрія Федьковича
16. Дніпровський державний медичний університет
17. Буковинський державний медичний університет
18. Тернопільський національний медичний університет імені І. Я. Горбачевського
19. Прикарпатський національний університет імені Василя Стефаника
20. Національний авіаційний університет

|      | I-II рівень акредитації     | I-II рівень акредитації   | I-II рівень акредитації  | I-II рівень акредитації     | III—IV рівень акредитації   | III—IV рівень акредитації | III—IV рівень акредитації | III—IV рівень акредитації   |  |
|      | Кількість закладів, одиниць | Кількість студентів, осіб | Прийнято студентів, осіб | Випущено спеціалістів, осіб | Кількість закладів, одиниць | Кількість студентів, осіб | Прийнято студентів, осіб  | Випущено спеціалістів, осіб |  |
| ---- | --------------------------- | ------------------------- | ------------------------ | --------------------------- | --------------------------- | ------------------------- | ------------------------- | --------------------------- |  |
| 2002 | 667                         | 582 855                   | 203 665                  | 155 542                     | 330                         | 1 686 912                 | 408 639                   | 356 743                     |  |
| 2004 | 619                         | 548 466                   | 182 224                  | 148 184                     | 347                         | 2 026 726                 | 475 222                   | 316 223                     |  |
| 2006 | 570                         | 468 029                   | 151 178                  | 137 949                     | 350                         | 2 318 553                 | 507 683                   | 413 638                     |  |
| 2008 | 528                         | 399 332                   | 114 373                  | 118 055                     | 353                         | 2 364 541                 | 425 241                   | 505 203                     |  |

## Бібліотеки

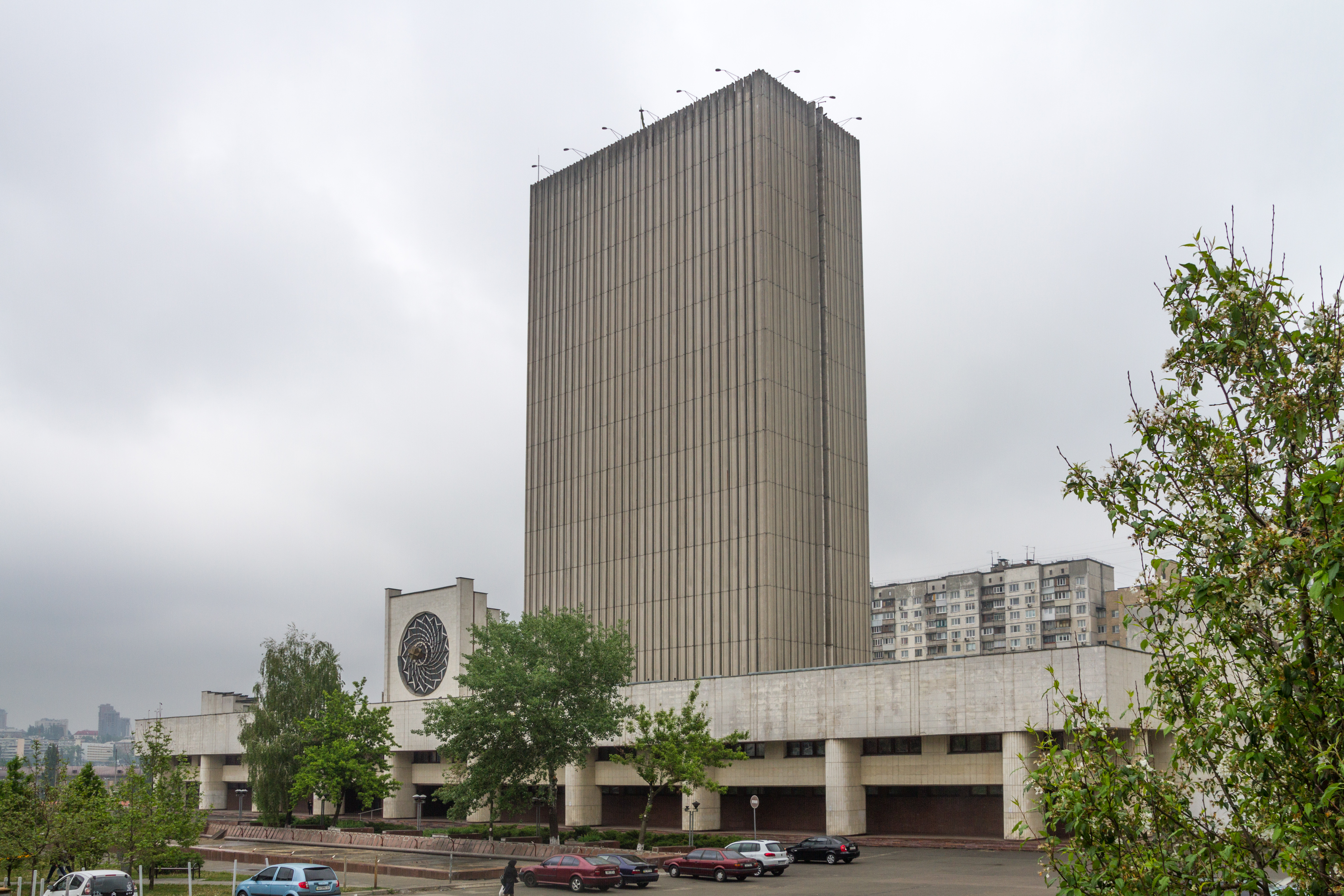
Національна бібліотека України імені В. І. Вернадського

|      | Всього | місто | село   |
| ---- | ------ | ----- | ------ |
| 2000 | 20 722 | 5 032 | 15 690 |
| 2002 | 20 380 | 4 890 | 15 490 |
| 2004 | 19 960 | 4 830 | 15 130 |
| 2006 | 19 751 | 4 705 | 15 046 |
| 2008 | 20 628 | 5 549 | 15 079 |

## Реформування освіти в Україні
Діяльність органів влади з реформування освіти України стартувала на початку 1990-х років і не припиняється до цього дня.
У 1991 році реформування освіти розпочалось із перейменування середньої спеціальної освіти в вищу. Таким чином училища й технікуми, що згідно з Законом УРСР «Про народну освіту» вважалися середніми спеціальними навчальними закладами, з 1991 року іменуються вищими навчальними закладами (пізніше перейменовано в «заклади вищої освіти»), а їх випускники — молодшими спеціалістами. Крім того, у перші роки незалежності поряд з загальноосвітніми середніми школами були створені заклади нового типу — гімназії та ліцеї, кількість яких до вересня 1992 року досягла 239.
У 1993 році Кабінет міністрів затвердив Державну національну програму «Освіта» за підписом Л. Кравчука, в якій освіта визнавалася найважливішою ланкою «виховання свідомих громадян Української держави», а одним із її завдань — «формування національної свідомости, любови до рідної землі, свого народу, бажання працювати задля розквіту держави, готовности її захищати». Документом передбачалася також розробка концепцій і оптимізація мережі навчальних закладів. 1995 року, документ під назвою «Про Основні напрямки реформування вищої освіти в Україні» був виданий за підписом Л. Кучми. У документі відзначається брак грошей, величезний відплив кадрів, зниження вимоги до рівня освіченості, загальної культури тощо, і також йдеться про розробку концепцій та оптимізацію мережі навчальних закладів.
Практичною інновацією 1993 року стало запровадження контрактної системи призначення керівників закладів, та поступові зміни в мережі закладів освіти, унаслідок якої, протягом 5 років (1992—1997) кількість дошкільних навчальних закладів зменшилась з 24,4 тис. до 19,5 тис., натомість середніх — збільшилась з 20,9 тис. до 21,3 тис., а вищих — зменшилась з 809 до 787. У цей же час розпочинається впровадження так званої двоступеневої системи вищої освіти, що передбачає кваліфікації бакалавра й магістра.
Інновацією 2000 року стало запровадження 12-бальної системи оцінювання в загальноосвітніх школах (замість 5-бальної). Ця інновація різко скоротила кількість учнів, яких залишали навчатись на другий рік з 40 тис. до 5 тис. осіб. 2001 року реформаторами було запропоновано ввести 12-річний термін навчання у школі (замість 11-річного), проте ця пропозиція була негативно сприйнята 65,4 % батьків та 84,8 % учителів і врешті в 2010 році скасована, таким чином, жоден учень не встиг провчитися всі 12 класів.
У 2002 році Л. Кучма видає свій другий указ на освітню тематику — «Про Національну доктрину розвитку освіти», в якому, як і в документі Л. Кравчука, ідеться про виховну роль освіти, зокрема про «виховання особистости, яка усвідомлює свою належність до Українського народу, сучасної європейської цивілізації, орієнтується в реаліях і перспективах соціокультурної динаміки, підготовлена до життя і праці у світі, що змінюється», а також «свідомого громадянина, патріота». Практичним кроком реформування стала розробка ЗНО, складання якого з 2008 року є обов'язковою умовою вступу до закладу вищої освіти. Перевагою ЗНО вважається зменшення рівня корупції при вступі до ЗВО.
У 2012 році новий етап реформ у сфері освіти було анонсовано В. Януковичем у документі під назвою «Про Національну стратегію розвитку освіти в Україні на період до 2021 року». У документі дається позитивна оцінка реалізації попередньої доктрини, проте вказується на незадовільний стан фінансового та матеріально-технічного забезпечення системи освіти. Тут, як і в попередніх документах, згадується виховна роль освіти, зокрема йдеться про «забезпечення громадянського, патріотичного, морального, трудового виховання, формування здорового способу життя, соціальної активності, відповідальності та толерантності», натомість про національну свідомість (на відміну від попередніх документів) уже не йдеться. Станом на 2020 рік цей указ є чинним.
У 2020 році Міністерство цифрової трансформації запустило в роботу національну онлайн-платформу з цифрової грамотності «Дія. Цифрова освіта».

### Безкоштовні освітні ресурси
Найвідоміші онлайн-ресурси з безкоштовними освітніми курсами. Платною може бути тільки сертифікація, хоча є багато курсів з безкоштовною сертифікацією.

#### Українські
- Prometheus — одна з найбільших українських освітніх платформ масових відкритих онлайн-курсів (Програмування, Бізнес, Маркетинг, Дизайн, Іноземні мови та ін.)
- EdEra — українська студія онлайн освіти. Онлайн-курси, спецпроекти, інтерактивні підручники, освітні блоги, підготовка до вступу в ВНЗ.
- WiseCow — український відеолекторій, з короткими відео про українську культуру та історію.
- ДІЯ.Цифрова освіта — національна онлайн-платформа для розвитку цифрової грамотності. Освітні серіали, курси, гайди, подкасти на різні теми — від кібербезпеки до фінансів.
- Україновомні курси від Google  — курси з основи програмування, мистецтва публічних виступів, онлайн-маркетингу. Є безкоштовна сертифікація.
- Lingva — масштабний соціальний проект, створений за підтримки Уряду України для вивчення англійської та німецької мов.
- Освітній хаб міста Києва — курси з маркетингу, продажів і комунікацій, управління людьми, екології, ораторського мистецтва, критичного мислення, розвитку пам'яті та багато інших.
- ВУМ online — курси з права, менеджменту, креативного мислення, батьківства, фінансів, персонального розвитку, підприємництва, розумінням побудови та діяльності відкритого суспільства і його формування в Україні.
- Impactorium — платформа онлайн-освіти зі сталого розвитку. На ній розміщені короткі онлайн майстер-класи, блоги, трансляції конференцій.

#### Світові
Багато з курсів на цих платформах мають український переклад або субтитри.
- Coursera — найбільша освітня платформа в світі. Курси на будь-яку тематику. Є сертифікація.
- Khan Academy — безкоштовні відео-курси з математики, історії, медицини, фінансів, фізики, хімії, біології, астрономії, економіки, космології, макро- і мікроекономіки, комп'ютерних наук.
- TED — англомовна платформа, де багато спеціалістів із різних сфер діляться своїми прогресивними думками.
- EDX — курси за 24 напрямами, серед яких комп'ютерні технології, статистика, література та інші, що повторюють реальні лекції, які викладаються в Гарварді, університеті Корнуелла та інших відомих навчальних закладах.
- Udacity — курси переважно технічного напрямку, але не тільки, з можливою подальшою допомогою у працеплаштуванні у міжнародні компанії.
- Udemy — найрізноманітніші курси, серед яких продуктивність, стиль життя чи музика. Є як безоплатні курси, так і платні. Навчальні матеріали представлені у вигляді відео, аудіо, презентацій і тексту.
- Stanford Open Edx — доступ до професійного освітнього контенту від численних шкіл і університетських кафедр, та безкоштовні онлайн-курси від Стенфордського університету.
- Сodecademy — інтерактивна онлайн-платформа з вивчення 7 мов програмування – Python, PHP, jQuery, JavaScript, Ruby, а також описових мов зовнішньої розмітки сторінок HTML і CSS.
- OpenupEd – загальноєвропейська ініціатива, де студенти можуть обрати понад 200 безкоштовних онлайн курсів 13 мовами.

### Книги
2006-сучасність
- СТРАТЕГІЯ РОЗВИТКУ ВИЩОЇ ОСВІТИ В УКРАЇНІ на 2021–2031 роки / Міністерство освіти і науки України
- Енциклопедія освіти / В. Г. Кремень. — Юрінком Інтер, 2021. ISBN 978-966-667-759-7. – 1144 с.
- Тертишник В. М. Права і свободи людини. Київ: Алерта, 2022. 432 с.  ISBN 978-617-566-725-5
- Вища освіта і Болонський процес: Навчально-методичний посібник / Автори-укладачі: Ільченко А.М., Шейко С.В. – Полтава: РВВ ПДАА, 2014. – 316 с.
- Вища освіта різних країн світу: монографія / за наук. ред. О. І. Шапран. Переяслав, (Київ. обл.): ФОП Домбровська Я. М., 2020. 488 с.
- Вища освіта України. Європейська інтеграція вищої освіти України у контексті Болонського процесу. Теоретичний та науково-методичний часопис. —  Інститут вищої освіти НАПН України, 2015
- Економічні аспекти проблем розвитку вищої освіти в Україні: монографія / за заг. Ред.. д-ра екон.наук, проф., чл..-кор.НАПН України І.М. Грищенка. –Хмельницький: ХНУ, 2010.- 478 с.
- Європейський простір вищої освіти та Болонський процес: Навчально-методичний посібник / Т. М. Димань, О. А. Боньковський, А. Г. Вовкогон. – БНАУ, 2017. – Одеса: НУ «ОМА», 2017. – 106 с.
- Європейський Союз - Україна. Співробітництво у сфері вищої освіти. – Київ: Фенікс, 2011.
- Зарубіжна система вищої освіти. Навч. посіб. / Гагарін М.І.; Уман. держ. пед. ун. ім. П.Тичини. — Умань, 2017
- Кейс-стаді: архітектура і можливості / Ю.П. Сурмін; Навч.-метод. центр «Консорціум із удосконалення менеджмент-освіти в Україні»; [ред. Я. Орос]. — Київ: Навч.-метод. центр, 2012. — 336 с.: іл. — Бібліогр. с. 321—335 (270 назв). — ISBN 966-8487-52-4
- Розвиток вищої освіти: тенденції та перспективи / Дубасенюк О.А.; Людиноцентризм як основа гуманітарної політики України: освіта, політика, економіка, культура : матер. Всеукр. конф. К.: ІОД НАПН України. – 2011. – С. 135-142
- Розвиток національної освіти і науки в Україн : [навч. посіб.] / Сікорський Петро Іванович. — Львів: Корпан Б. І., 2009. — 326 с.: іл., табл., портр.; 20 см. — Бібліогр.: с. 325 (11 назв). — 150 пр. — ISBN S-7620-05-8.
- Освіта в Європі: основні характеристики: навч. посіб. для студ. магістеріуму напряму «Упр. навч. закл.» / М. В. Гаврилюк, М. П. Лещенко, З. Т. Магдач, Н. В. Мукан ; за ред. М. П. Лещенко. — Л. : Вид-вол «Бескид Біт», 2008. — 244 с. — Тит. арк. парал укр., англ. — ISBN 966-8450-32-9
- Освіта в інноваційному поступі суспільства / С. М. Ніколаєнко. - Київ: Знання, 2006. - 207 с.: іл. - Бібліогр. с. 204-205
- Освітні системи країн Європейського Союзу: загальна характеристика. Навч. посіб для студ. ВНЗ / С.Сисоєва, Т.Кристопчук; Наці. акад. пед. наук України, Київ. універ. ім. Б. Грінченка. — Рівне, 2012
- СТРАТЕГІЯ РОЗВИТКУ ВИЩОЇ ОСВІТИ В УКРАЇНІ на 2021–2031 роки / Міністерство освіти і науки України
- Стратегія розвитку освіти України: початок XXI століття / С. М. Ніколаєнко; Міністерство освіти і науки України. - К. : Знання, 2006. - 253 с.
- Управління забезпеченістю національної економіки фахівцями з вищою освітою: досвід перетворень, теоретико-інструментальне підґрунтя: монографія / В. С. Пономаренко, О. В. Раєвнєва, В. Є. Єрмаченко. – Харків: ФОП Александрова К. М., 2014.
- Філософія освіти: пошук пріоритетів. [монографія]: у 7 книгах / В. Г. Кремень. – Київ: МП Леся, 2012. – 523 с.
- Філософія освіти. Світоглядно-гуманітарний вимір: людина-наука-культура-мистецтво-стиль мислення: монографія / С. Черепанова. — Львів: Світ, 2011. — 408 c.
- Школа як соціокультурний образ суспільства / О.В. Сухомлинська // Шлях освіти. — 2009. — № 3. — С. 32-35.
- Higher Education in Ukraine: Agenda for Reforms. J. Gresham, D. Ambasz. Ukraine — Resume Flagship Report (Vol. 2): Review of the Education Sector in Ukraine: Moving toward Effectiveness, Equity and Efficiency (RESUME3). World Bank Working Paper No. 138278. September 2019, 177 p.

1991-2005
- Вища освіта в країнах Заходу: соціальні та етичні аспекти / В. М. Шейко; Харк. держ. акад. культури. — Х., 1999. — 151 c.
- Вища освіта в Україні і Болонський процес: Навч.-метод. посіб. для підготов. магістрів, асп. та перепідготов. викл. вищ. навч. закл. / С. М. Гончаров, В. С. Мошинський; Нац. ун-т вод. госп-ва та природокористування. — Рівне, 2005. — 141 c.
- Вища (університетська) освіта: становлення і розвиток: Навч.-метод. посіб. / Н. О. Терентьєва. — Черкаси, 2005. — 192 c.
- Загальний огляд історичного розвитку зарубіжної освіти (від стародавніх часів до XIX століття) / І. Є. Курляк; Львів. нац. ун-т ім. І.Франка. Каф. педагогіки. — Л., 2000. — 70 c. — (Навч.-метод. посіб.; Вип. 2). — Бібліогр.: 51 назва.
- Історія української школи і педагогіки: хрестоматія / [уклад. О. О. Любар] ; за ред. В. Г. Кременя. — Київ: Знання, 2005. — 767 с. — ISBN 966-346-070-9.
- Міжнародне співробітництво та університетська освіта: Матеріали міжнар. наук. конф. / ред.: В. Д. Будак; Ін-т педагогіки та психології проф. освіти АПН України. — Миколаїв: Вид-во МФ НаУКМА, 2000. — 263 c.
- Мистецька освіта в Україні середини ХІХ — середини XX ст.: структурування, методологія, художні позиції: Моногр. / Р. Шмагало; Львів. нац. акад. мистец. Ф-т історії та теорії мистец. — Львів: Укр. Технології, 2005. — 528 c. — Бібліогр.: 1695 назв
- Мовна освіта у вищій школі / В. С. Акімова // Вісн. Придніпр. держ. акад. буд-ва та архіт. — 2001. — № 7. — С. 5-8.
- Наука та освіта в Україні: сучасні проблеми і можливі шляхи їх вирішення / С. О. Довгий // Наука та наукознавство. — 2001. — № 2. — С. 104—109.
- Неперервна професійна освіта: проблеми, пошуки, перспективи / ред.: І. А. Зязюн; АПН України. Ін-т педагогіки і психології проф. освіти. — Київ: Віпол, 2000. — 636 c.
- Освіта в економічному вимірі: потенціал та механізм розвитку / І. С. Каленюк; Ін-т вищої освіти АПН. — Київ: ТОВ «Кадри», 2001. — 326 c.
- Освіта в системі культури / Р. О. Позінкевич. — Луцьк: РВВ «Вежа» Волин. держ. ун-ту ім. Л. Українки, 2000. — 348 c.
- Освіта і наука в Україні — інноваційні аспекти. Стратегія. Реалізація. Результати / В. Г. Кремень. — Київ: Грамота, 2005. — 447 c.
- Освіта у сучасному світі (порівняльний контекст): Навч. посіб. / Н. В. Кічук; Ізмаїл. держ. пед. ін-т. — Ізмаїл, 2001. — 88 c. — (Порівняльна педагогіка).
- Приватна вища освіта: шляхи України у світовому вимірі / О. Л. Сидоренко. — Харків: Основа, 2000. — 255 c.
- Професійна освіта: Слов.: Навч. посіб. / ред.: Н. Г. Ничкало; уклад.: С. У. Гончаренко; АПН України. Ін-т педагогіки і психології проф. освіти. — Київ.: Вища шк., 2000. — 380 c.
- Університетська освіта України XXI століття: проблеми, перспективи, тенденції розвитку: Міжнар. наук.-практ. конф. 15 — 16 груд. 2000 р.: Тези доп. / Харк. нац. ун-т ім. В. Н. Каразіна. — Х., 2000. — 275 c.Інноваційні процеси в освіті: Навч. посіб. для студ. вищ. навч. закл. / М. О. Аузіна, А. М. Возна; Нац. банк України, Львів. банк. ін-т. — Львів, 2003. — 103 c.

### Журнали
Українські:
- Освіта і Наука
- Наука і Освіта
- Освіта. Інноватика. Практика
- Освіта та розвиток обдарованої особистості
- Медична освіта (сайт)
- Освіта на Луганщині

Світові:
- Review of Educational Research
- Educational Research Review
- Science Education
- Language Learning
- Journal of Teacher Education
- Journal of School Psychology
- Sociology of Education
- Internet and Higher Education
- Computers and Education
- Strategic Organization
- International Journal of Educational Technology in Higher Education